# Erin Gray

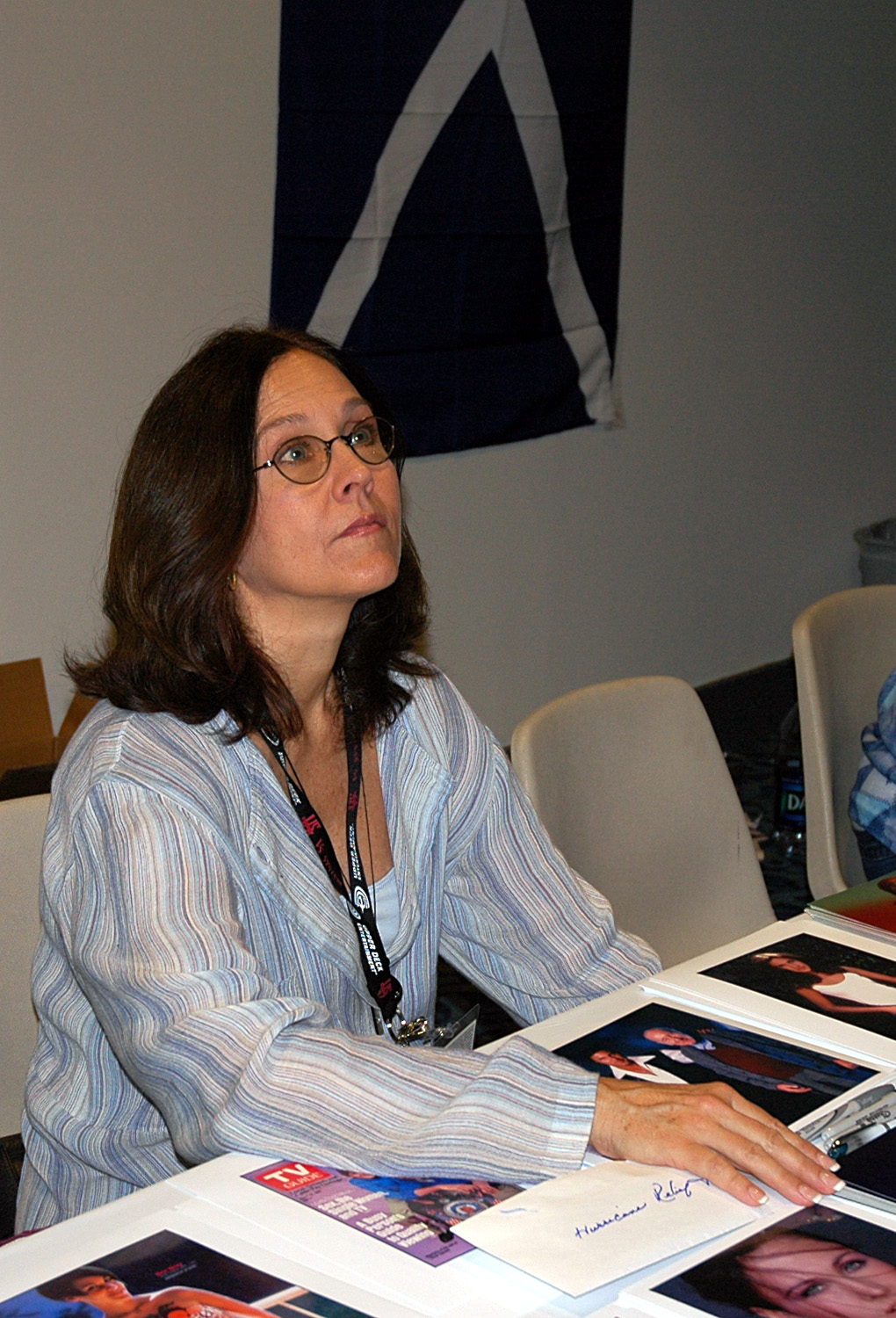
Erin Gray (2005)

Erin Gray (* 7. Januar 1950 in Honolulu, Hawaii) ist eine US-amerikanische Schauspielerin, die vor allem durch ihre Rollen in der Sitcom Silver Spoons als Kate Summers sowie in der Science-Fiction-Serie Buck Rogers als Wilma Deering Bekanntheit erlangte.

## Leben
Erin Gray lebte bis zur Trennung ihrer Eltern auf Hawaii, danach zog sie mit ihrer Mutter nach Kalifornien, wo sie die Schule besuchte. Mit 15 Jahren bekam Erin Gray die Möglichkeit zu einem Treffen mit Nina Blanchard, der CEO einer der führenden Modelagenturen in Hollywood. Sodann startete sie eine Karriere im Modelgeschäft.
Wenige Jahre später gehörte sie zu den Topmodels in New York. Sie arbeitete als Sprecherin für Marken wie L’Oréal, Max Factor und Bloomingdale’s. Während ihrer New Yorker Zeit entwickelte sie ihr Interesse an der Schauspielerei und entschloss sich, ihren Wohnsitz nach Hollywood zu verlegen.
Ihren ersten Fernsehauftritt hatte sie 1967 als Tänzerin in einer Miniserie. Es folgten weitere Angebote, bis sie schließlich 1978 von den Universal Studios einen Siebenjahresvertrag erhielt. Hierdurch erhielt sie neben Gil Gerard eine Hauptrolle in dem Film und der gleichnamigen Fernsehserie Buck Rogers: Sie spielte dort den starken Frauen-Charakter Colonel Wilma Deering, den ersten weiblichen Oberst in einer Fernsehserie.
Der Versuch, aus ihrer Rolle in der ersten Staffel von Magnum eine eigene Serie (Spin-off) zu entwickeln, scheiterte. Von 1982 bis 1987 trat sie in der Serie Silver Spoons auf. Nach dem Abschluss der Serie kamen neben Serienrollen auch Filmrollen zu ihren Aufträgen hinzu, etwa 1993 in Jason Goes to Hell – Die Endabrechnung als Diana Kimble.
Neben weiteren Rollenangeboten arbeitet sie als Castingagent in ihrer Agentur Heroes for Hire, welche auf SciFi-Darsteller spezialisiert ist.
In erster Ehe war sie mit Ken Schwartz verheiratet. Seit 1991 ist sie mit Richard Hissong verheiratet. Aus beiden Ehen ging je ein Kind hervor.

## Filmografie (Auswahl)

### Spielfilme
- 1978: Evening in Byzantium (Fernsehfilm)
- 1979: Buck Rogers, Pilotfilm
- 1982: Born Beautiful
- 1990: Laker Girls
- 1993: Jason Goes to Hell – Die Endabrechnung (Jason Goes to Hell: The Final Friday)
- 1994: Mission Alien
- 2000: Letzte Ausfahrt Hollywood (The Last Producer)
- 2002: Entscheidung in Clover Bend (Clover Bend)
- 2003: Hundert Tage, hundert Nächte (Manfast)
- 2006: Siren
- 2008: Loaded
- 2010: Space Prey – Der Kopfgeldjäger als Clea (Computerstimme)
- 2011: Dreams awake
- 2011: Nesting
- 2012: I married who?

### Serien
- 1967: Malibu U
- 1979: Detektiv Rockford – Anruf genügt (Episode Wo viel Licht ist …)
- 1979–1981: Buck Rogers (37 Folgen)
- 1981: Magnum (Magnum, p.i., 17. Folge: Anschlag auf Robin Masters)
- 1982: Ein Colt für alle Fälle (The Fall Guy, Episode: Unternehmen Kokosnuss)
- 1982–1987: Silver Spoons
- 1986: Hotel (eine Folge)
- 1993: Bonkers (eine Folge)
- 1993, 1996: Palm Beach Duo (2 Folgen)
- 1996: Renegade – Gnadenlose Jagd (Renegade, Episode 4x06: Der Pferdekiller)
- 1997–1998: Baywatch – Die Rettungsschwimmer von Malibu (Baywatch, 5 Folgen)
- 2000: Profiler (3 Folgen)
- 2011: The Guild (5 Folgen)
- 2014: Star Trek Continues (2 Folgen)